# Laelianus
Ulpius Cornelius Laelianus byl uzurpátor římského trůnu, který se v květnu nebo v červnu 269 vzbouřil proti „galskému“ císaři Postumovi v Porýní. U antických autorů se často objevuje chybný tvar jeho jména (Lollianus či Lucius Aelianus), správný přepis dosvědčují mince.
Laelianus je jednou z nejméně známých postav římských dějin. Neví se nic o jeho původu a kariéře, pouze se spekuluje, že v době své císařské proklamace byl legátem XXII. legie v Mogontiaku (Mohuč) nebo místodržitelem provincie Horní Germánie. V každém případě byla jeho revolta proti Postumovi rychle potlačena a on sám v jejím průběhu zahynul (buď ještě za vlády Postumovy, nebo až za Victorina).